# Henley Park Hotel
El Henley Park Hotel es un hotel boutique de 96 habitaciones ubicado en 10th street y Massachusetts Avenue NW en Washington D. C.. Cuenta con un restaurante de lujo, The Tavern, y se destaca por su arquitectura única. Es miembro de Historic Hotels of America, el programa oficial del National Trust for Historic Preservation.

## Orígenes
Construido en 1918 como Tudor Hall Apartments, contó con muchos senadores y congresistas como residentes. Construido durante la Primera Guerra Mundial, ostentaba un estilo gótico con 119 gárgolas que adornaban el exterior del edificio (todas las cuales aún existen en la actualidad). En 1982 fue adquirido por RB Properties y convertido en un hotel boutique con toda la arquitectura original.